# 4376 Shigemori
4376 Shigemori este un asteroid din centura principală, descoperit pe 20 martie 1987 de Urata. Niijima.